# Schlacht von Zeeland
Schlacht um die Niederlande

Maastricht – Mill – Den Haag – Rotterdam – Zeeland – Grebbeberg – Afsluitdijk – Bombardierung von Rotterdam
Invasion von Luxemburg

Schusterlinie
Schlacht um Belgien

Fort Eben-Emael – K-W-Linie – Dyle-Plan – Hannut – Gembloux – Lys
Schlacht um Frankreich

Ardennen – Sedan – Maginot-Linie – Weygand-Linie – Arras – Boulogne – Calais – Dünkirchen (Dynamo – Wormhout) – Abbeville – Lille – Paula – Fall Rot – Aisne – Westalpen – Cycle – Saumur – Lagarde – Aerial – Fall Braun
Die Schlacht von Zeeland fand während des Westfeldzugs der deutschen Wehrmacht im Zweiten Weltkrieg im Rahmen der Schlacht um die Niederlande vom 10. bis 18. Mai 1940 im Mündungsgebiet der Flüsse Waal, Maas und Schelde in den Niederlanden statt. Die noch nach der Kapitulation der Niederlande, von Frankreich unterstützt, fortdauernden Kampfhandlungen hielten einige Kräfte der Wehrmacht gebunden, konnten aber letztlich nicht erfolgreich sein.

## Ausgangslage
Die Provinz Zeeland hatte vor dem deutschen Einmarsch in die Niederlande im Mai 1940 in den Plänen zur Landesverteidigung wenig Aufmerksamkeit seitens der niederländischen Regierung genossen.
Als die Wehrmacht am 10. Mai ihren Angriff auf die Niederlande durchführten, hatten einige Bataillone des niederländischen Heeres (Koninklijke Landmacht) – vor allem das 14. Grenzbataillon – die (nach dem Küstenfort Bath aus dem 18. Jahrhundert benannte) Bathline errichtet, die jedoch kaum mehr als eine Panzersperre des Zugangs zur Halbinsel Walcheren darstellte.
Die zweite – und besser zu verteidigende – Linie war die Zanddijkline, etwa 15 km westlich der Bathline. Diese Stellung bestand eigentlich aus zwei Linien (einer Frontlinie und einer Sicherungslinie). Sie wurde von nur zwei Infanteriebataillonen verteidigt, dem 3. Bataillon des 38. Infanterieregiments und dem 1. Bataillon des 40. Infanterieregiments, unterstützt von wenigen und veralteten Flakgeschützen, einigen Granatwerfern und etwas leichter Feldartillerie.

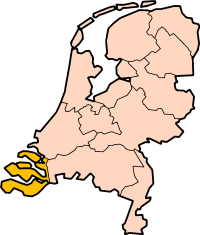
Provinz Zeeland in den Niederlanden

## 10. Mai
Am ersten Tag kämpften die Truppen beider Seiten nicht gegeneinander. Anders als auf den übrigen niederländischen Kriegsschauplätzen hatte die Wehrmacht keine Luftlandeoperation in der Provinz Zeeland vorgenommen.
Die Deutschen waren somit noch nicht in dem südwestlichen Gebiet der Flussmündungen erschienen. Die Niederländer verbesserten ihre Verteidigungsstellungen und erwarteten die Ankunft eines Kontingents französischer Truppen. Deren Vorauskommando traf am Nachmittag ein. Es handelte sich um motorisierte Einheiten der 2. Groupe de Reconnaissance de Division d'Infanterie (GRDI; Aufklärungstruppe) der 9. Division d'Infanterie Mechanique (motorisierte Infanterieeinheit) und der 12. sowie 27. GRDI unter Oberst de Beauchesne. Das Kommando kam im Hafen von Breskens, Zeeuws Vlaanderen, am Südufer der Schelde nach einem abenteuerlichen Weg durch das umkämpfte Belgien an.
Die einzige Aktion, die stattfand, war die wiederholte Beschießung der niederländischen Stellungen durch deutsche Kampfflugzeuge.

## 11. Mai
Am frühen Morgen des 11. Mai kamen die ersten vollständigen Kompanien der französischen Verbände an. Es handelte sich um fünf Infanterieregimenter, die provisorisch zur 68. Infanteriedivision zusammengefasst worden waren. Im Laufe des Vormittags traf der französische Brigadegeneral Durand im Hauptquartier des niederländischen Befehlshabers Zeeland, Konteradmiral van der Stad, ein. Von diesem Zeitpunkt an koordinierten beide Seiten ihr Vorgehen eng.
Am frühen Nachmittag liefen zwei französische Postboote (Rouen und Cote d'Argent) Im Geleit der Zerstörer Cyclone und Sirocco sowie der britischen Zerstörer HMS Valentine und HMS Winchester in Vlissingen ein, um zwei Bataillone des 224. Infanterieregiments zu landen. Angriffe von Bombern der deutschen Luftwaffe konnten erfolgreich abgewehrt werden.
Während des ganzen Tages waren britische Hurricane Jagdflugzeuge in Luftkämpfe über Zeeland verwickelt. Sie schossen drei deutsche Maschinen ab, während sie selbst sechs Flugzeuge verloren. Die Luftwaffe flog wirkungsvolle Bombenangriffe.

## 12. Mai
Der Hafen von Vlissingen wurde am frühen Morgen erneut von den Deutschen angegriffen. Die alliierten Schiffe im Hafen eröffneten sofort das Feuer auf die deutschen Flugzeuge, ebenso die niederländischen und französischen Flakgeschütze an Land. Französische Flugzeuge starteten zum Angriff. Vier Schiffe wurden jedoch durch Volltreffer versenkt. Ein Großteil des Hafens und der Infrastruktur wurde von Bomben getroffen. Kräne, Entladeanlagen, Lagergebäude und das Büro der örtlichen Fährlinie wurden zerstört oder beschädigt. Der Bahnhof wurde mehrfach getroffen. Die meisten Häuser im Hafenviertel hatten keine intakten Fenster mehr und überall lagen abgerissene Dachziegel herum. Andere Häuser und eine Kirche weit weg vom Hafen wurden zerstört oder schwer beschädigt. Fünf Zivilisten wurden bei dem Überfall getötet.
Die niederländischen Truppen an der Bathline wurden Zeuge einer immer größer werdenden Flut von sich zurückziehenden niederländischen Einheiten, die zuvor die Verteidigungskräfte im östlichen Teil von Noord-Brabant gebildet hatten. Das französische Oberkommando hatte inzwischen erkannt, dass der Operationsplan für die 7. Armee nicht wie vorgesehen ausgeführt werden konnte: Der deutsche Vormarsch durch Noord-Brabant verhinderte, dass die Franzosen einen festen und gut vorbereiteten Schutzwall um Antwerpen, auf niederländischem Boden, bilden konnten. Außerdem hatte die erste belgische Verteidigungslinie entlang des Albertkanals unter dem Druck von zwei Panzerdivisionen und überwältigenden Luftangriffen ebenfalls nachgegeben. Der belgischen Armee stand ein baldiger Rückzug auf die Dyle-Linie bevor.

## 13. Mai
Im Südwesten hatte die Wehrmacht nun fast Zeeland erreicht. In der Bathline, die Noord-Brabant am nächsten war, machte der vierte Tag die Männer mit dem rumpelnden Geräusch des Bodenkriegs bekannt. Das Geräusch der deutschen schweren Artillerie, die Moerdijk bedrohte, ließ die Männer der Bathline erkennen, dass ihre Gegner sich näherten. Die Bahngleise, die die Bathline kreuzten, wurden zerstört.
Deutsche Kampfflugzeuge griffen den niederländischen Luftwaffenstützpunkt in Vlissingen an, aber eine noch größere Bedrohung offenbarte sich, als sich das Gerücht verbreitete, dass deutsche Truppen die Insel erreicht hatten und auf Vlissingen marschierten. Panik machte sich breit.
Die Luftwaffe war am 13. über Zeeland weniger aktiv. Das lag vor allem daran, dass viele Geschwader in der erbitterten Schlacht um die Insel Dordrecht eingesetzt waren. Die Bomber, die über Zeeland aktiv gewesen waren, griffen nun holländische Artillerie- und Infanteriestellungen an der Südfront der „Festung Holland“ an.

## 14. Mai
Bei Bergen op Zoom wurden Einheiten der französischen 12. GRDI  von zwei Kompanien eines SS-Bataillons umzingelt. Die Franzosen zogen sich aus Woensdrecht zurück und besiegelten damit das Schicksal ihrer Kameraden in Bergen op Zoom. Sie ließen viele Panzer und Vorräte zurück.
Eine niederländische Truppe von etwa 200 Mann hatte den Wald südlich von Bergen op Zoom unter Kontrolle gebracht, musste sich aber zurückziehen, als die französischen Truppen in der Umgebung den Befehl zum Rückzug erhielten. Die Franzosen starteten einen Gegenangriff bei Huijbergen. Sie hatten Panzerwagen und leichte Panzer des Typs Hotchkiss H-35 zur Verfügung, verloren aber fünf Panhard 178 Panzerwagen und 200 Mann als Gefangene. Die Deutschen stießen weiter vor und nahmen hunderte weitere französische und niederländische Gefangene.
Die Kämpfe um die Bathlinie dauerten den ganzen Tag über mit Unterstützung der deutschen Artillerie an. Am Abend war mit Ausnahme einiger weniger Abschnitte im mittleren Sektor die Bathline verlassen worden.
Die niederländische Armee legte um 19:00 Uhr die Waffen nieder, mit Ausnahme der Streitkräfte auf Zeeland.

## 15. Mai
Am späten Abend des 14. hatten die Deutschen einen Plan für den Angriff auf die restlichen besetzten Abschnitte der Bathline vorbereitet. Sie wollten zunächst einen Parlamentär schicken, um die sofortige und bedingungslose Kapitulation der Linie zu fordern. Andernfalls würden die Deutschen einen beispiellosen Angriff starten. Die Drohung war eher ein Versuch, die Verteidiger auszutricksen, da die Deutschen nicht die Ressourcen für einen solch massiven Angriff hatten.
Am frühen Morgen näherten sich die Männer des SS-Regiments Deutschland vorsichtig der Bathline, um sie verlassen vorzufinden.
Drei Kasematten am Schleusenkomplex im Süden und zwei Kasematten auf jeder Seite des Eisenbahnbettes waren die wichtigsten Stellungen der Zanddijkline. Die Deutschen begannen bald ihren Angriff. Als sie sich näherten, gerieten sie unter holländisches Maschinengewehrfeuer. Dies führte dazu, dass viele Männer einen Abhang hinunter sprangen und in den Minenfeldern landeten, die erst Tage zuvor angelegt worden waren. Zahlreiche Detonationen töteten etwa 16 SS-Männer. Pioniere wurden nach vorne gerufen und räumten unter dem Schutz deutscher Maschinengewehre das Gebiet von Minen.
Die Deutschen griffen die Linie erneut an, dieses Mal mit Luftunterstützung. Die holländische Marineartillerie beschoss weiterhin ihre Umgebung und zwang die Deutschen dazu, in Deckung zu bleiben, bis die Artillerie ihr Feuer allmählich reduzierte. Es war genug Zeit für die Niederländer, ihre Truppen im nördlichen Sektor zu evakuieren und die Brücke über den Postbrug-Kanal zu überqueren.
Der einzige Sektor der Zanddijkline, der nicht sofort evakuiert wurde, lag im Süden. Hier wurde das verbliebene Bataillon von der Aufmerksamkeit der Luftwaffe verschont. Doch innerhalb weniger Stunden waren auch sie zum Rückzug gezwungen.

### Tholen
Tholen, eine Halbinsel, die früher zum Territorium von Noord-Brabant gehörte, war durch die Eendracht, eine seichte und schlammige natürliche Wasserstraße, vom Festland getrennt. Die De-facto-Hauptstadt auf der Insel war eine kleine Stadt, ebenfalls Tholen genannt, die die einzige Verbindung zum nordbrabantischen Festland hatte. Die gesamte Besatzung der Insel – die etwas mehr als zwei Kompanien benötigte – konzentrierte sich entlang der Eendracht.
Im Laufe des Tages näherte sich eine deutsche Patrouille, wurde aber schnell durch niederländisches Maschinengewehrfeuer vertrieben. Daraufhin kam ein deutscher Unterhändler heraus und forderte die Übergabe der Insel; der niederländische Kommandant weigerte sich. Kurz darauf eröffneten deutsche Feldartillerie und Mörser das Feuer auf die Verteidiger. Abgesehen von einem Volltreffer auf einen Gaslagertank richteten die deutschen Geschütze nur wenig Schaden an. Die deutsche Infanterie begann vorzurücken. Die Niederländer ließen sie herankommen, bis sie in der Nähe einer Straßensperre waren; dann eröffneten Granatwerfer und Maschinengewehre das Feuer und bekämpften die Angreifer erfolgreich. Die Deutschen erlitten schwere Verluste, einige Männer sprangen in nahegelegene Wasserlachen, um den Schüssen zu entgehen. Die Deutschen wurden zum Rückzug gezwungen. Ihre Berichte sprachen von 20 getöteten Männern. Die niederländischen Verteidiger erlitten zwei Verluste.
Nachdem sie erkannt hatten, dass sie ihre Positionen nicht mehr lange halten konnten, zogen sich die Niederländer in der Nacht weiter auf die Insel zurück.

## 16. Mai
Die SS-Einheiten hatten am Kanal durch Zuid-Beveland Halt gemacht, nachdem sie am 15. die beiden Verteidigungslinien überschritten hatten. In der Nacht konnten die Soldaten auf Flößen den Kanal überqueren. Die beiden französischen Bataillone, die den Kanal verteidigten (nicht mehr als 1.250 Mann) waren gezwungen, eine Front von 9 km zu verteidigen. Der Kanal hatte eine Breite von 60–90 m und stellte somit ein erhebliches Hindernis für jeden Angreifer dar. Da alle Brücken zerstört waren, musste eine Überquerung im Angriff mit Flößen oder Booten durchgeführt werden. Die Luftwaffe zeigte weiter Präsenz und zwang eine beträchtliche Anzahl französischer Soldaten, aus ihren Stellungen entlang des Kanals zu fliehen.
Bald darauf gab die gesamte französische Besetzung des Kanalverteidigungsbereichs im nördlichen Sektor nach, was zu einer verzweifelten Flucht in Sicherheit führte. Es war inzwischen den Deutschen gelungen, den nördlichsten Flussübergang zu reparieren. Einige leicht gepanzerte Fahrzeuge und Motorräder waren in der Lage, von hier aus die fliehenden Franzosen zu verfolgen. Diese motorisierten Einheiten erreichten am frühen Abend den Sloedam, vermieden aber Kontakt mit dem Gegner.
Die meisten niederländischen Einheiten um Goes hatten es bis zum Abend geschafft, den Sloedam zu überqueren oder die Fähre nach Noord-Beveland zu nehmen, viele französische Einheiten waren abgeschnitten worden. Die Luftwaffe hatte alle alliierten Flugzeuge aus der Region vertrieben, so dass sie die zurückweichenden Verteidigern problemlos angreifen konnte.

### Tholen
Am Morgen schickten die Deutschen erneut einen Unterhändler, um zu versuchen, die Niederländer zur Kapitulation zu bewegen. Und wieder lehnten die Niederländer die Forderung ab. Zwei Stunden später eröffnete die deutsche Artillerie das Feuer auf die niederländischen Stellungen. Während des Sperrfeuers kontaktierte ein holländischer Bataillonskommandeur das Abschnittskommando in Middelburg und bat um Anweisungen. Der niederländische Kommandeur Henrik Van der Stad lobte ihn für den Widerstand, den seine Truppen am Vortag geleistet hatten, und erklärte, dass die Truppen die Insel evakuieren und die Insel Schouwen-Duiveland verstärken sollten.
Später am Tag wurde Schouwen-Duiveland von den Deutschen angegriffen. Der niederländische Kommandant gab, sobald seine Truppen angegriffen wurden, den Befehl zum Rückzug und überließ den Deutschen die gesamte Küstenlinie.

## 17. Mai
Der Sloedam war ein strategischer Punkt auf der Insel Walcheren. Einige Wattflächen auf beiden Seiten des 'Dammes' machten es für leichte Infanterie möglich, den Sloedam zu überqueren, aber es war eine knifflige Angelegenheit, einige Teile waren sehr sumpfig und man konnte leicht versinken und ertrinken.
Die Franzosen hatten erwogen, mehr Truppen nach Walcheren zu schicken, aber sie taten es nicht. Die Verteidigung des Sloedam wurde als das letzte Stück nützlichen Widerstands angesehen. Sollte diese Stellung fallen, würde ein allgemeiner Rückzug der französischen Truppen unvermeidlich werden. Da das Ziel, Antwerpen und den Scheldekanal zu sichern, nicht erreicht worden war, hatten die Kämpfe, die bei Zuid-Beveland und Walcheren fortgesetzt wurden, nur ein Ziel: die Nordflanke der französischen Truppen nördlich von Antwerpen zu decken.
Am frühen Morgen eröffneten die Deutschen das Feuer mit ihren mittleren und schweren Haubitzen, die alle bei Lewedorp positioniert waren. Die französische Artillerie und die gemeinsamen Einheiten der alliierten Marine antworteten mit einem schweren Sperrfeuer auf die ersten deutschen Truppen. Der Angriff geriet sofort ins Stocken und zum ersten Mal in der Zeeland-Kampagne zögerten die Deutschen und zogen sich zurück, wobei sie eine beträchtliche Anzahl von Toten und Verwundeten zurückließen. Die Niederländer boten ihre Hilfe an, aber der französische Kommandeur lehnte das Angebot ab. Die Deutschen starteten daraufhin einen massiven Angriff auf die französischen Verteidigungsanlagen, am Ende des Tages lag Walcheren für die SS offen.

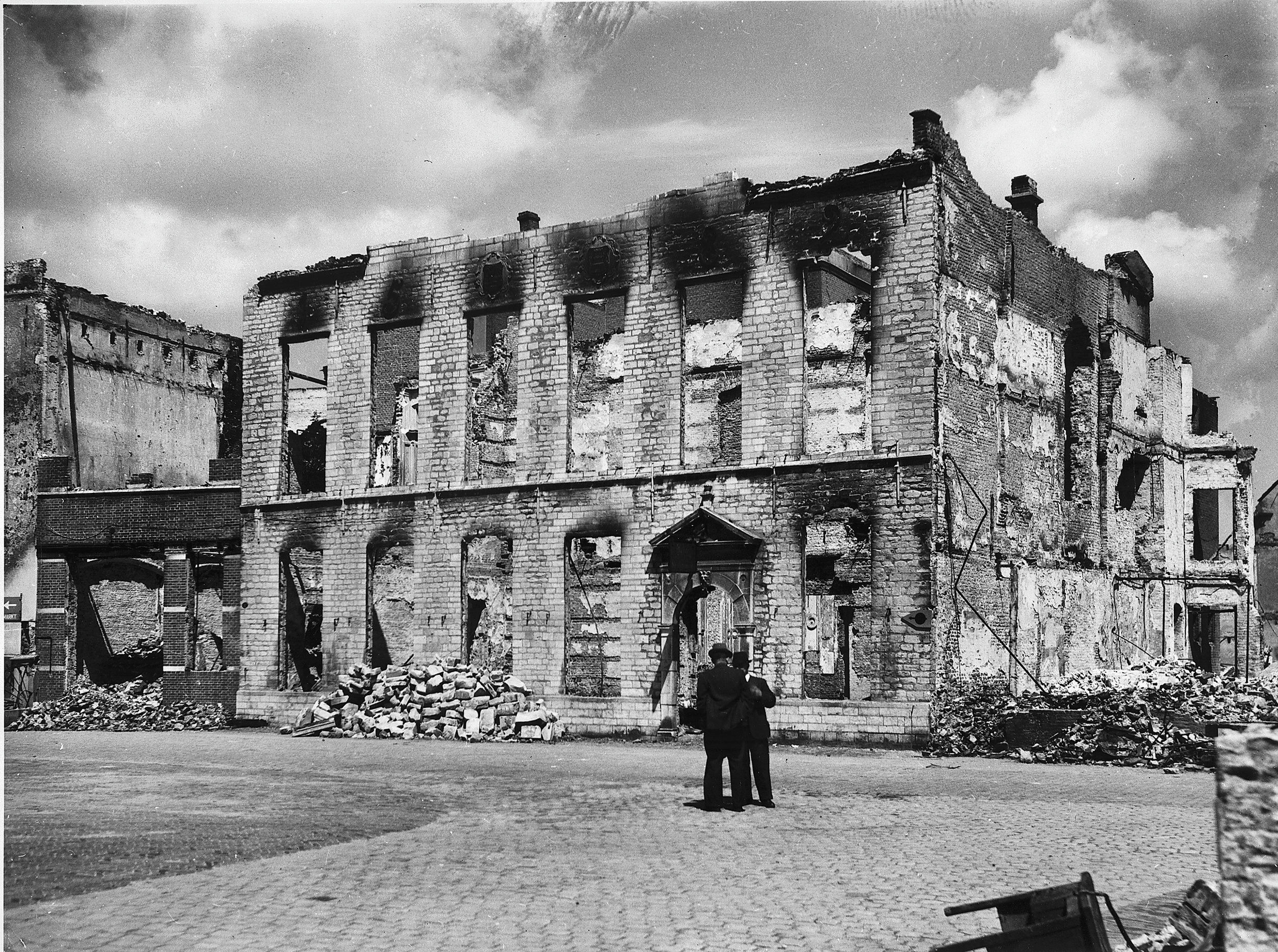
Zerstörungen in Middelburg

Die Deutschen richteten ihre Aufmerksamkeit dann auf Vlissingen. Sie begannen, auf die Stadt vorzurücken und stießen erst am Stadtrand auf Widerstand. Viele holländische und französische Truppen begannen den Rückzug, doch der französische Kommandeur, General Deslaurens, sammelte die verbliebenen Truppen und baute Verteidigungspositionen auf. Sie wurden bald zurückgedrängt und Deslaurens wurde getötet. Er sollte der einzige General sein, der im Mai 1940 auf niederländischem Boden starb. Im Laufe der Nacht wurden die letzten Widerstandsnester von den Deutschen gesäubert. Hier und da leisteten niederländische und französische Truppen noch einen kurzen Kampf, aber bis zum Morgen war jeder Widerstand erloschen. Die verbliebenen Truppen auf Walcheren – zumeist Niederländer – hatten sich ergeben.

### Bombardierung von Middelburg
Am 17. Mai führte die Luftwaffe einen massiven Angriff auf Middelburg durch, der an Schwere nur noch vom Angriff auf Rotterdam übertroffen wurde. Fast 600 Gebäude wurden durch die Bombardierung und das daraus resultierende Feuer zerstört. 800 Menschen wurden obdachlos.
Die niederländische Presse – eine der ersten offiziellen Quellen, die „nazifiziert“ worden war – berichtete noch im selben Monat und Anfang Juni über die Verwüstungen in Middelburg. Die massiven Brände in der Stadt wuchsen weiter bis zum Abend des 18. Mai, als es etwa 500 Feuerwehrleuten und Freiwilligen gelang, die Brände unter Kontrolle zu bringen und weitere Zerstörung zu vermeiden. Die letzten Brände wurden erst etwa 40 Tage nach dem Angriff gelöscht.

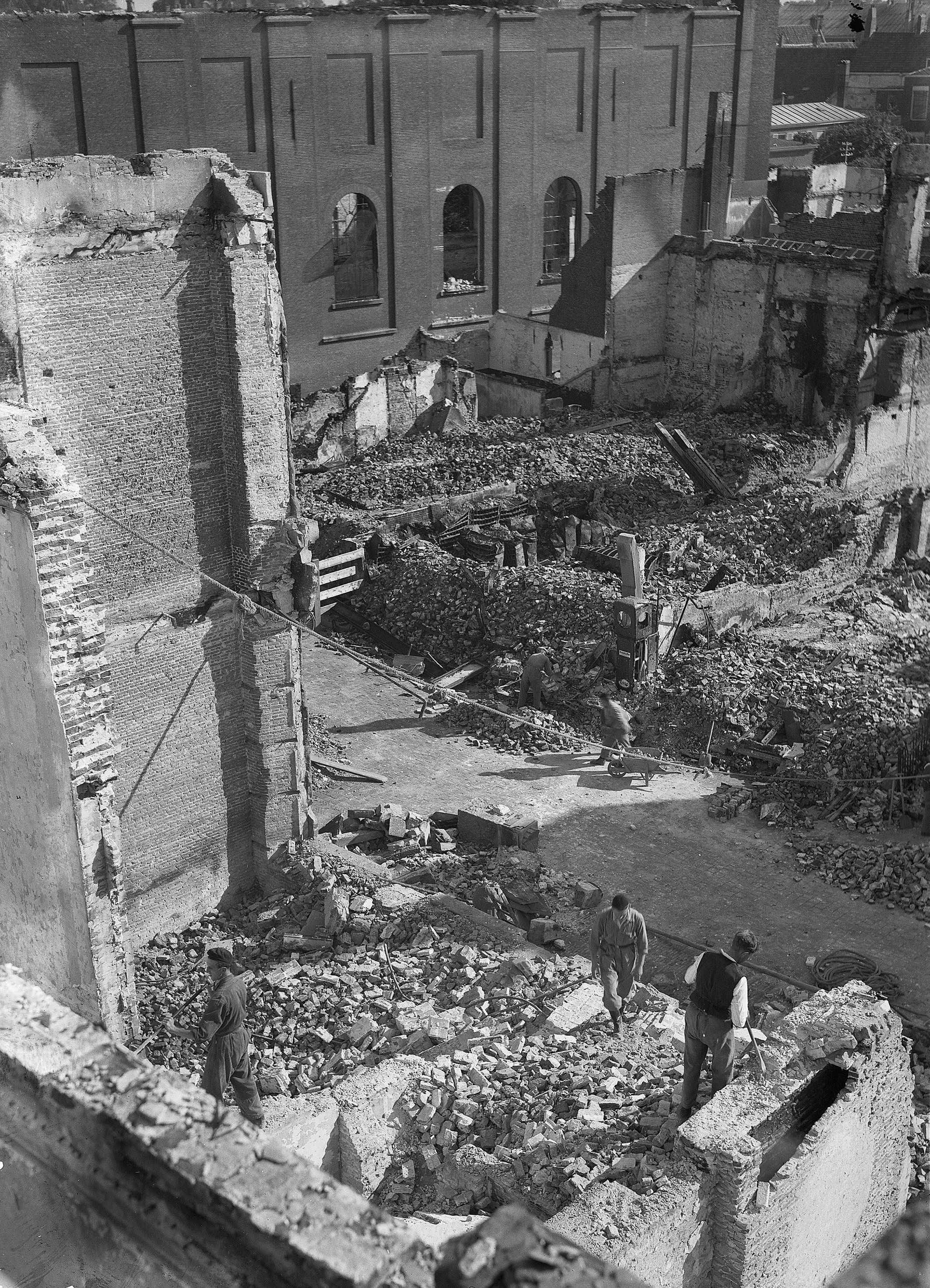
Bombenschäden in Middelburg

## Ende der Kämpfe
Am späten Nachmittag des 17. Mai war klar, dass die Deutschen ganz Zeeland mit Ausnahme des in Flandern gelegenen Teils (Zeeuws-Vlaanderen) erobert hatten. Viele örtliche Kommandeure entwickelten bald lokale Kapitulationsinitiativen, da der Gefechtsstand des Kommandeurs in Middelburg nicht mehr erreichbar war.
Van der Stad wurde wiederholt von seinen Offizieren und dem Bürgermeister von Middelburg befragt, wann den Deutschen die Kapitulation von Walcheren angeboten würde. Er machte unmissverständlich klar, dass dies niemals der Fall sein könne, solange die französischen Truppen noch gegen die Deutschen kämpften.
Am späten Abend wurde ein Funkspruch abgesetzt, der besagte, dass die niederländischen Truppen in Walcheren und Zuid-Beveland kapitulieren würden. Eine halbe Stunde später begab sich Oberstleutnant Karel selbst auf die Straße östlich von Middelburg, auf der sich die deutschen Truppen in Richtung Süden bewegten. Er wurde zu einem Hotel bei Vlissingen in der Nähe der Schleusen gebracht, wo er SS-Standartenführer Steiner, Kommandeur des SS-Regiments, offiziell über die Kapitulation der niederländischen Truppen auf Walcheren und Zuid-Beveland informierte.
Noord-Beveland war offiziell nicht Teil des Waffenstillstandes, aber am Morgen des 18. wurde ein deutscher Offizier unter Parlamentärsflagge geschickt, der die Nachricht von der niederländischen Kapitulation überbrachte. Auf diese Nachricht hin kapitulierten die niederländischen Truppen dort, isoliert von allen anderen, ebenfalls.